# Fenenna
Fenenna, Fejenna (?) – imię żeńskie pochodzenia hebrajskiego (פְנִנָּה — "perła"), notowane w Polsce w średniowieczu, w dynastii Piastów. Nosiła to imię postać biblijna, żona Elkany — w przekładzie Wujka Fenenna, w Biblii Tysiąclecia Peninna (1Sm 1,2.4). 
Fenenna imieniny obchodzi 14 maja.
Znane osoby noszące imię Fenenna:
- Fenenna kujawska – królowa Węgier, córka księcia inowrocławskiego Siemomysła i Salomei pomorskiej

Postacie fikcyjne:
- Fenena — postać z opery Nabucco Verdiego, córka króla Nabucco